# Chromatopelma cyaneopubescens
Chromatopelma cyaneopubescens (лат.) — вид паукообразных из семейства пауков-птицеедов (Theraphosidae), единственный в роде Chromatopelma.
В содержании в неволе достаточно популярен, благодаря яркой окраске, незначительной агрессивности и неприхотливости в содержании.

## Описание
Паук достаточно крупный: размер по телу 7—8 см, включая расправленные конечности — 16—18 см. Окраска: темно-зелёного цвета головогрудь, покрытое оранжевыми волосками брюшко, и синего цвета ноги. В неволе самки живут более 12 лет, самцы — 2,5—3 года.

## Ареал
Ареал — северная Венесуэла, обитает в лесах в окрестностях поймы реки Парагвана, штат Фалькон. Для этой местности характерны перепады дневных (35 °C) и ночных (18 °C) температур. Поселяется обычно в основаниях колючих кустарников и небольших деревьев, но иногда может встречаться в песчаных норах под кустарниками.

## Образ жизни
Питается насекомыми, мелкими ящерицами, грызунами. Плетет много белоснежной густой паутины.

## Размножение
Самцы достигают половой зрелости в возрасте 1,5—2 лет, самки — 2—2,5 лет. В неволе успешное разведение редко удается по нескольким причинам: во-первых, самки часто проявляют агрессию к самцам, а поскольку спаривание может длиться часами, контролировать процесс не всегда удается; во-вторых, для обеспечения условий размножения важно учитывать сезонность, характерную для естественных мест обитания данного вида: перепады дневных (около 25 °C) и ночных температур (около 18—20 °C), относительная влажность (75—80 %) в террариуме (не допуская чрезмерного увлажнения субстрата, опасного для взрослых особей). В коконе обычно содержится 150—180 яиц.

## Синонимы
- Avicularia cyaneopubescens (Strand, 1907)
- Chromatopelma cyanopubescens Schmidt, 1995
- Delopelma cyaneopubescens Petrunkevitch, 1939
- Eurypelma cyaneopubescens Strand, 1907